# 2022–2023-as holland labdarúgó-bajnokság (első osztály)
Ez volt az Eredivisie 66. szezonja.
A 2021–2022-as holland labdarúgó-bajnokság első osztálya (hivatalos nevén: Eredivisie 2021/22) ahogy már hosszú ideje, most is 18 csapat részvételével zajlott le. Idén a bajnoki címvédő csapat, az AFC Ajax együttese volt.
Ebben a szezonban is használták a VAR rendszert, vagyis a videóbírót.
A bajnokság idei szezonját augusztus 13-án kezdték el, az utolsó fordulót pedig május 15-én játszották le.
A holland miniszterelnök, Mark Rutte és a Holland labdarúgó-szövetség (KNVB) közös megegyezés alapján úgy döntöttek, hogy a koronavírusra való tekintettel augusztus 31-ig (tehát az első 3 fordulóban) még nem lehettek teltházas mérkőzések, csupán a stadionok kétharmadát lehetett megtölteni nézőkkel. Szeptember 25-től lehetett ismét teltházas mérkőzéseket játszani. Viszont az ősz második felében ismét súlyosbodott a koronavírus járvány Hollandiában, így a kormány is szigorított. Az első intézkedések alapján 3 hétig (november 13. és december 4. között) minden labdarúgó mérkőzést ismét zárt kapuk mögött kellett lejátszani.
Szintén a koronavírusra való tekintettel, maradt az idei szezonban is a mérkőzésenkénti 5 cserelehetőség. Összesen 5 új játékost lehet behozni, viszont mérkőzés alatt csupán 3 alkalommal lehet cserélni, a szünetben pedig egyszer, amit ha nem használnak ki akkor az a lehetőség elveszett.
Az idei bajnokságot címvédőként ismét az AFC Ajax csapata nyerte meg, ismét a PSV Eindhoven előtt. A küzdelem végig szoros volt a két csapat között, szorosabb mint azt előre megjósolták. Az Ajax ezzel megszerezte története során a 36. bajnoki címét. A gólkirályi címet az Ajax elefántcsontparti támadója, Sébastien Haller szerezte meg.

## Csapatváltozások az előző szezonhoz képest
Íme azon csapatok, amelyek a tavalyi szezon befejeztével kiestek az Eerste Divisiebe illetve onnan feljutottak az Eredivisiebe
Kiestek a másodosztályba
- FC Emmen (play-off)
- VVV-Venlo (17. hely)
- ADO Den Haag (18. hely)

Feljutottak az élvonalba
- SC Cambuur (bajnok)
- Go Ahead Eagles (2. hely)
- NEC Nijmegen (play-off)

## Bajnokságban részt vevő csapatok
A holland labdarúgó-bajnokság 2022–23-es szezonjának első osztályát is 18 csapat részvételével rendezik meg. Az idei bajnoki szezonban a következő csapatok vesznek részt:
| A csapat neve    | Tartomány     | A csapat székhelye | A csapat stadionja       | Befogadóképesség |
| ---------------- | ------------- | ------------------ | ------------------------ | ---------------- |
| AFC Ajax         | Észak-Holland | Amszterdam         | Johan Cruijff Arena      | 55 500           |
| AZ Alkmaar       | Észak-Holland | Alkmaar            | AFAS Stadion             | 17 150           |
| SC Cambuur       | Frízföld      | Leeuwarden         | Cambuurstadion           | 10 250           |
| Feyenoord        | Dél-Holland   | Rotterdam          | De Kuip                  | 52 000           |
| Fortuna Sittard  | Limburg       | Sittard            | Fortuna Sittard Stadion  | 12 511           |
| Go Ahead Eagles  | Overijssel    | Deventer           | De Adelaarshorst         | 10 400           |
| FC Groningen     | Groningen     | Groningen          | Euroborg                 | 22 550           |
| SC Heerenveen    | Frízföld      | Heerenveen         | Abe Lenstra Stadion      | 26 100           |
| Heracles         | Overijssel    | Almelo             | Polman Stadion           | 12 500           |
| NEC Nijmegen     | Gelderland    | Nijmegen           | Stadion de Goffert       | 12 500           |
| PEC Zwolle       | Overijssel    | Zwolle             | Ijsseldelta Stadion      | 12 500           |
| PSV              | Észak-Brabant | Eindhoven          | Philips Stadion          | 36 500           |
| RKC Waalwijk     | Észak-Brabant | Waalwijk           | Mandemakers Stadion      | 7 500            |
| Sparta Rotterdam | Dél-Holland   | Rotterdam          | Het Kasteel              | 11 026           |
| Twente Enschede  | Overijssel    | Enschede           | De Grolsch Veste         | 30 200           |
| FC Utrecht       | Utrecht       | Utrecht            | Stadion Galgenwaard      | 24 426           |
| Vitesse Arnhem   | Gelderland    | Arnhem             | GelreDome                | 25 000           |
| Willem Tilburg   | Észak-Brabant | Tilburg            | Koning Willem II-stadion | 14 500           |

### Adatok a csapatokról
| Csapat           | Edző              | Mez márkája | Mezszponzor                        | Költségvetés (€) |
| ---------------- | ----------------- | ----------- | ---------------------------------- | ---------------- |
| AFC Ajax         | Erik ten Hag      | Adidas      | Ziggo                              | 160 millió       |
| AZ Alkmaar       | Pascal Jansen     | Nike        | AFAS software                      | 27,5 millió      |
| SC Cambuur       | Henk de Jong      | Craft       | Bouwgroep Dijkstra Draisma         | 8 millió         |
| Feyenoord        | Arne Slot         | Adidas      | EuroParcs                          | 65 millió        |
| Fortuna Sittard  | Sjors Ultee       | Masita      | Hurkmans Groep                     | 7,5 millió       |
| Go Ahead Eagles  | Kees van Wonderen | Stanno      | Jumper De diersuper                | 8,5 millió       |
| FC Groningen     | Danny Buijs       | Robey       | Office center                      | 20 millió        |
| SC Heerenveen    | Johnny Jansen     | Jako        | Ausnutria                          | 16 millió        |
| Heracles Almelo  | Frank Wormouth    | Acerbis     | Asito                              | 14 millió        |
| NEC Nijmegen     | Rogier Meijer     | Legea       | KlokGroep                          | 10 millió        |
| PEC Zwolle       | Art Langeler      | Craft       | Molecaten                          | 12,7 millió      |
| PSV Eindhoven    | Roger Schmidt     | Puma        | Metropoolregio Brainport Eindhoven | 85 millió        |
| RKC Waalwijk     | Joseph Oosting    | Stanno      | Willy Naessens                     | 8,1 millió       |
| Sparta Rotterdam | Henk Fraser       | Robey       | D&S Groep                          | 11 millió        |
| Twente Enschede  | Ron Jans          | Meyba       | Pure Energie                       | 23 millió        |
| FC Utrecht       | René Hake         | Nike        | T-Mobile                           | 22,1 millió      |
| Vitesse Arnhem   | Thomas Letsch     | Nike        | eToro                              | 25 millió        |
| Willem Tilburg   | Fred Grim         | Robey       | Destil                             | 13,5 millió      |

### Edzőcserék
A dőlt betűvel írt nevek csupán átmeneti edzők minden csapatnál.
| Csapat           | Távozó edző     | Ok                        | Dátum              | Érkező edző    | Dátum              |
| ---------------- | --------------- | ------------------------- | ------------------ | -------------- | ------------------ |
| Feyenoord        | Dick Advocaat   | Lejárt a szerződése       | 2021. június 30.   | Arne Slot      | 2021. július 1.    |
| Willem Tilburg   | Željko Petrović | Lejárt a szerződése       | 2021. június 30.   | Fred Grim      | 2021. július 1.    |
| PEC Zwolle       | Bert Konterman  | Ideiglenes szerződés vége | 2021. június 30.   | Art Langeler   | 2021. július 1.    |
| RKC Waalwijk     | Fred Grim       | Eligazolt                 | 2021. június 30.   | Joseph Oosting | 2021. július 1.    |
| PEC Zwolle       | Art Langeler    | Lemondott                 | 2021. november 16. | Dick Schreuder | 2021. november 18. |
| SC Heerenveen    | Johnny Jansen   | Kirúgták                  | 2022. január 24.   | Ole Tobiasen   | 2022. február 4.   |
| Willem Tilburg   | Fred Grim       | Kirúgták                  | 2022. március 8.   | Denny Landzaat | 2022. március 9.   |
| Willem Tilburg   | Denny Landzaat  | Ideiglenes szerződés vége | 2022. március 14.  | Kevin Hofland  | 2022. március 15.  |
| FC Utrecht       | René Hake       | Kirúgták                  | 2022. március 22.  | Rick Kruys     | 2022. március 23.  |
| SC Cambuur       | Henk de Jong    | Betegszabadság            | 2022. március 29.  | Dennis Haar    | 2022. március 30.  |
| Sparta Rotterdam | Henk Fraser     | Felmondott                | 2022. április 24.  | Maurice Steijn | 2022. április 25.  |
| Heracles Almelo  | Frank Wormouth  | Kirúgták                  | 2022. május 16.    | René Kolmschot | 2022. május 17.    |

## Tabella
| Hely. | Csapat            | M  | Gy | D  | V  | G+ | G– | Gk  | P  | Továbbjutás vagy kiesés           |
| ----- | ----------------- | -- | -- | -- | -- | -- | -- | --- | -- | --------------------------------- |
| 1.    | AFC Ajax CV       | 34 | 26 | 5  | 3  | 98 | 19 | +79 | 83 | Bajnokok Ligája, csoportkör       |
| 2.    | PSV Eindhoven KGY | 34 | 26 | 3  | 5  | 86 | 42 | +44 | 81 | Bajnokok Ligája, 3. selejtezőkör  |
| 3.    | Feyenoord         | 34 | 22 | 5  | 7  | 76 | 34 | +42 | 71 | Európa-liga, csoportkör           |
| 4.    | Twente Enschede   | 34 | 20 | 8  | 6  | 55 | 37 | +18 | 68 | Konferencia Liga, 3. selejtezőkör |
| 5.    | AZ Alkmaar PF     | 34 | 18 | 7  | 9  | 64 | 44 | +20 | 61 | Konferencia Liga play off         |
| 6.    | Vitesse Arnhem    | 34 | 15 | 6  | 13 | 42 | 51 | −9  | 51 | Konferencia Liga play off         |
| 7.    | FC Utrecht        | 34 | 12 | 11 | 11 | 51 | 46 | +5  | 47 | Konferencia Liga play off         |
| 8.    | SC Heerenveen     | 34 | 11 | 8  | 15 | 37 | 50 | −13 | 41 | Konferencia Liga play off         |
| 9.    | SC Cambuur Ú      | 34 | 11 | 6  | 17 | 53 | 70 | −17 | 39 |                                   |
| 10.   | RKC Waalwijk      | 34 | 9  | 11 | 14 | 40 | 51 | −11 | 38 |                                   |
| 11.   | NEC Nijmegen Ú    | 34 | 10 | 8  | 16 | 38 | 52 | −14 | 38 |                                   |
| 12.   | FC Groningen      | 34 | 9  | 9  | 16 | 41 | 55 | −14 | 36 |                                   |
| 13.   | Go Ahead Eagles Ú | 34 | 10 | 6  | 18 | 37 | 51 | −14 | 36 |                                   |
| 14.   | Sparta Rotterdam  | 34 | 8  | 11 | 15 | 30 | 48 | −18 | 35 |                                   |
| 15.   | Fortuna Sittard   | 34 | 10 | 5  | 19 | 36 | 67 | −31 | 35 |                                   |
| 16.   | Heracles Almelo   | 34 | 9  | 7  | 18 | 33 | 49 | −16 | 34 | Osztályozó                        |
| 17.   | Willem Tilburg    | 34 | 9  | 6  | 19 | 32 | 57 | −25 | 33 | Eerste Divisie                    |
| 18.   | PEC Zwolle        | 34 | 7  | 6  | 21 | 26 | 52 | −26 | 27 | Eerste Divisie                    |

| A 2021/2022-es szezon bajnoka |
| ----------------------------- |
| AFC Ajax 36. cím              |

## Eredmények
|                  | AJA | AZ  | CAM | FEY | FOR | GAE | GRO | HEE | HER | NEC | PEC | PSV | RKC | SPA | TWE | UTR | VIT | WIL |
| ---------------- | --- | --- | --- | --- | --- | --- | --- | --- | --- | --- | --- | --- | --- | --- | --- | --- | --- | --- |
| AFC Ajax         |     | 0–1 | 9–0 | 3–2 | 5–0 | 0–0 | 3–0 | 5–0 | 3–0 | 5–0 | 3–0 | 5–0 | 3–2 | 2–1 | 5–0 | 0–1 | 5–0 | 5–0 |
| AZ Alkmaar       | 2–2 |     | 0–0 | 2–1 | 2–1 | 5–0 | 1–0 | 2–1 | 2–1 | 1–1 | 3–2 | 0–3 | 1–3 | 3–1 | 0–1 | 5–1 | 3–1 | 4–1 |
| SC Cambuur       | 2–3 | 1–3 |     | 2–3 | 2–1 | 5–2 | 1–2 | 1–2 | 2–1 | 1–2 | 3–4 | 1–2 | 1–1 | 1–1 | 2–0 | 2–1 | 1–6 | 1–1 |
| Feyenoord        | 0–2 | 1–0 | 3–1 |     | 5–0 | 2–0 | 1–1 | 3–1 | 2–1 | 5–3 | 4–0 | 2–2 | 2–2 | 4–0 | 1–2 | 2–1 | 0–1 | 2–0 |
| Fortuna Sittard  | 0–5 | 1–2 | 1–0 | 1–3 |     | 1–0 | 1–4 | 2–0 | 0–2 | 1–3 | 0–1 | 1–4 | 2–2 | 3–0 | 2–1 | 2–2 | 1–2 | 1–0 |
| Go Ahead Eagles  | 2–1 | 1–4 | 3–0 | 0–1 | 4–3 |     | 0–1 | 0–1 | 4–2 | 0–2 | 1–0 | 1–2 | 0–2 | 2–0 | 1–2 | 1–1 | 1–2 | 4–0 |
| FC Groningen     | 1–3 | 2–0 | 2–3 | 1–1 | 0–1 | 2–1 |     | 1–1 | 0–1 | 4–3 | 1–1 | 0–1 | 1–1 | 1–2 | 1–1 | 0–0 | 0–1 | 1–0 |
| SC Heerenveen    | 0–2 | 1–3 | 3–3 | 0–3 | 1–0 | 3–1 | 3–1 |     | 2–0 | 0–1 | 0–1 | 1–1 | 3–2 | 0–0 | 2–3 | 1–2 | 1–2 | 2–1 |
| Heracles Almelo  | 0–0 | 3–2 | 1–1 | 1–4 | 3–1 | 1–1 | 4–2 | 0–1 |     | 0–1 | 2–0 | 0–2 | 1–0 | 1–3 | 1–1 | 1–0 | 0–0 | 3–2 |
| NEC Nijmegen     | 0–1 | 1–3 | 2–3 | 1–4 | 0–1 | 1–0 | 3–0 | 1–1 | 0–0 |     | 2–0 | 1–2 | 1–1 | 0–0 | 0–2 | 0–3 | 0–1 | 0–0 |
| PEC Zwolle       | 0–2 | 2–1 | 1–2 | 1–2 | 0–1 | 0–1 | 1–1 | 0–1 | 1–0 | 1–1 |     | 1–2 | 0–0 | 1–1 | 1–3 | 1–1 | 0–1 | 2–0 |
| PSV Eindhoven    | 1–2 | 1–2 | 4–1 | 0–4 | 5–0 | 2–0 | 5–2 | 3–1 | 3–1 | 3–2 | 3–1 |     | 2–0 | 2–1 | 5–2 | 4–1 | 2–0 | 4–2 |
| RKC Waalwijk     | 0–5 | 1–0 | 0–1 | 0–2 | 2–1 | 1–1 | 3–1 | 0–0 | 2–0 | 2–1 | 0–2 | 1–4 |     | 1–0 | 1–2 | 1–1 | 1–2 | 1–2 |
| Sparta Rotterdam | 0–1 | 1–1 | 0–4 | 0–1 | 3–1 | 1–0 | 1–1 | 1–1 | 1–1 | 1–1 | 2–0 | 1–2 | 1–1 |     | 0–1 | 0–3 | 2–2 | 1–0 |
| FC Twente        | 1–1 | 3–1 | 1–0 | 0–0 | 1–2 | 2–2 | 3–0 | 2–0 | 1–0 | 1–2 | 1–0 | 3–3 | 2–1 | 2–0 |     | 1–0 | 3–0 | 1–1 |
| FC Utrecht       | 0–3 | 2–2 | 3–2 | 3–1 | 1–1 | 0–0 | 1–3 | 2–1 | 1–0 | 1–0 | 5–1 | 0–1 | 2–2 | 4–0 | 1–1 |     | 1–1 | 5–1 |
| Vitesse Arnhem   | 2–2 | 0–0 | 1–0 | 2–1 | 1–1 | 1–2 | 1–3 | 1–2 | 2–1 | 4–1 | 1–0 | 0–5 | 1–2 | 0–1 | 1–4 | 2–1 |     | 0–3 |
| Willem Tilburg   | 0–1 | 2–2 | 1–3 | 0–4 | 1–1 | 0–1 | 2–1 | 0–0 | 2–0 | 0–1 | 1–0 | 2–1 | 3–1 | 0–3 | 0–1 | 3–0 | 1–0 |     |

- Forrás: Az Eredivisie hivatalos oldala Archiválva 2021. április 27-i dátummal a Wayback Machine-ben (angolul)
- A hazai csapatok a baloldali oszlopban szerepelnek.
- Színek: Zöld = HAZAI GYŐZELEM; Sárga = DÖNTETLEN; Piros = VENDÉG GYŐZELEM

## A bajnokság fordulónkénti változása
Ebből a táblázatból az derül ki, hogy minden egyes forduló után melyik csapat hányadik helyet foglalta el.
| Klub / Fordulók  | 1        | 2  | 3  | 4  | 5  | 6  | 7  | 8  | 9  | 10 | 11 | 12 | 13 | 14 | 15 | 16 | 17 | 18 | 19 | 20 | 21 | 22 | 23 | 24 | 25 | 26 | 27 | 28 | 29 | 30 | 31 | 32 | 33 | 34 |   |
| ---------------- | -------- | -- | -- | -- | -- | -- | -- | -- | -- | -- | -- | -- | -- | -- | -- | -- | -- | -- | -- | -- | -- | -- | -- | -- | -- | -- | -- | -- | -- | -- | -- | -- | -- | -- | - |
| Klub / Fordulók  | AFC Ajax | 1  | 4  | 2  | 2  | 1  | 1  | 1  | 1  | 1  | 1  | 1  | 2  | 2  | 1  | 1  | 2  | 2  | 2  | 2  | 1  | 1  | 1  | 1  | 1  | 1  | 1  | 1  | 1  | 1  | 1  | 1  | 1  | 1  | 1 |
| AZ Alkmaar       | 12       | 9  | 5  | 9  | 9  | 11 | 10 | 9  | 7  | 7  | 6  | 6  | 8  | 8  | 8  | 8  | 6  | 5  | 5  | 5  | 5  | 4  | 4  | 4  | 4  | 4  | 5  | 4  | 5  | 5  | 5  | 5  | 5  | 5  |   |
| SC Cambuur       | 11       | 18 | 13 | 8  | 11 | 8  | 7  | 10 | 10 | 12 | 11 | 9  | 7  | 5  | 7  | 7  | 8  | 8  | 8  | 8  | 8  | 9  | 9  | 8  | 8  | 9  | 9  | 11 | 12 | 13 | 13 | 12 | 12 | 9  |   |
| Feyenoord        | 3        | 1  | 4  | 3  | 2  | 2  | 2  | 2  | 3  | 2  | 2  | 1  | 1  | 2  | 2  | 3  | 3  | 3  | 3  | 3  | 3  | 3  | 3  | 3  | 3  | 3  | 3  | 3  | 3  | 3  | 3  | 3  | 3  | 3  |   |
| Fortuna          | 6        | 7  | 9  | 13 | 16 | 17 | 16 | 17 | 14 | 16 | 16 | 17 | 17 | 17 | 17 | 16 | 16 | 17 | 17 | 17 | 16 | 16 | 15 | 15 | 16 | 14 | 15 | 16 | 15 | 14 | 15 | 15 | 16 | 15 |   |
| Go Ahead Eagles  | 13       | 16 | 12 | 16 | 10 | 12 | 14 | 13 | 13 | 11 | 9  | 11 | 12 | 9  | 10 | 10 | 11 | 11 | 11 | 13 | 13 | 14 | 14 | 12 | 11 | 13 | 12 | 10 | 9  | 9  | 9  | 11 | 10 | 13 |   |
| Groningen        | 5        | 6  | 11 | 11 | 14 | 15 | 17 | 15 | 16 | 15 | 15 | 15 | 14 | 13 | 12 | 11 | 12 | 12 | 13 | 11 | 10 | 10 | 10 | 10 | 10 | 8  | 8  | 8  | 8  | 8  | 8  | 10 | 11 | 12 |   |
| Heerenveen       | 8        | 3  | 6  | 5  | 4  | 7  | 8  | 7  | 9  | 10 | 12 | 12 | 11 | 11 | 9  | 9  | 9  | 10 | 10 | 10 | 11 | 11 | 11 | 13 | 13 | 12 | 11 | 12 | 11 | 11 | 10 | 8  | 9  | 8  |   |
| Heracles         | 15       | 14 | 16 | 17 | 17 | 16 | 12 | 12 | 12 | 14 | 13 | 14 | 13 | 14 | 15 | 15 | 14 | 13 | 12 | 14 | 15 | 12 | 12 | 11 | 12 | 11 | 13 | 13 | 13 | 12 | 12 | 13 | 14 | 16 |   |
| NEC Nijmegen     | 18       | 12 | 8  | 7  | 7  | 10 | 11 | 11 | 11 | 9  | 8  | 8  | 9  | 10 | 11 | 12 | 10 | 9  | 9  | 9  | 9  | 8  | 8  | 9  | 9  | 10 | 10 | 9  | 10 | 10 | 11 | 9  | 8  | 11 |   |
| PEC Zwolle       | 14       | 17 | 18 | 18 | 18 | 18 | 18 | 18 | 18 | 18 | 18 | 18 | 18 | 18 | 18 | 18 | 18 | 18 | 18 | 18 | 18 | 18 | 17 | 17 | 17 | 18 | 18 | 18 | 17 | 16 | 16 | 18 | 18 | 18 |   |
| PSV              | 4        | 2  | 1  | 1  | 3  | 3  | 4  | 3  | 2  | 3  | 3  | 3  | 3  | 3  | 3  | 1  | 1  | 1  | 1  | 2  | 2  | 2  | 2  | 2  | 2  | 2  | 2  | 2  | 2  | 2  | 2  | 2  | 2  | 2  |   |
| RKC Waalwijk     | 7        | 8  | 10 | 12 | 13 | 14 | 15 | 14 | 15 | 13 | 14 | 13 | 15 | 15 | 14 | 14 | 15 | 15 | 14 | 12 | 12 | 13 | 13 | 14 | 14 | 15 | 14 | 14 | 14 | 15 | 14 | 14 | 13 | 10 |   |
| Sparta Rotterdam | 16       | 15 | 17 | 15 | 15 | 13 | 13 | 16 | 17 | 17 | 17 | 16 | 16 | 16 | 16 | 17 | 17 | 16 | 16 | 16 | 17 | 17 | 18 | 18 | 18 | 16 | 16 | 15 | 16 | 18 | 17 | 16 | 15 | 14 |   |
| Twente Enschede  | 10       | 13 | 15 | 14 | 8  | 6  | 6  | 6  | 8  | 8  | 10 | 7  | 6  | 7  | 6  | 5  | 4  | 6  | 6  | 4  | 4  | 5  | 5  | 5  | 5  | 5  | 4  | 5  | 4  | 4  | 4  | 4  | 4  | 4  |   |
| FC Utrecht       | 2        | 5  | 3  | 4  | 6  | 5  | 5  | 4  | 4  | 4  | 4  | 4  | 4  | 4  | 4  | 6  | 7  | 7  | 7  | 7  | 7  | 7  | 7  | 7  | 6  | 7  | 7  | 6  | 7  | 7  | 7  | 7  | 7  | 7  |   |
| Vitesse          | 9        | 11 | 14 | 10 | 12 | 9  | 9  | 8  | 6  | 6  | 5  | 5  | 5  | 6  | 5  | 4  | 5  | 4  | 4  | 6  | 6  | 6  | 6  | 6  | 7  | 6  | 6  | 7  | 6  | 6  | 6  | 6  | 6  | 6  |   |
| Willem II        | 17       | 10 | 7  | 6  | 5  | 4  | 3  | 5  | 5  | 5  | 7  | 10 | 10 | 12 | 13 | 13 | 13 | 14 | 15 | 15 | 14 | 15 | 16 | 16 | 15 | 17 | 17 | 17 | 18 | 17 | 18 | 17 | 17 | 17 |   |

## Alapszakaszbeli sorozatok
Ez a táblázat azt mutatja meg, hogy az idei bajnokság alapszakaszában melyik csapat, milyen hosszú győzelmi-döntetlen-vereség sorozatokat produkált.
| Klub / Fordulók  | 1        | 2  | 3  | 4  | 5  | 6  | 7  | 8  | 9  | 10 | 11 | 12 | 13 | 14 | 15 | 16 | 17 | 18 | 19 | 20 | 21 | 22 | 23 | 24 | 25 | 26 | 27 | 28 | 29 | 30 | 31 | 32 | 33 | 34 |   |
| ---------------- | -------- | -- | -- | -- | -- | -- | -- | -- | -- | -- | -- | -- | -- | -- | -- | -- | -- | -- | -- | -- | -- | -- | -- | -- | -- | -- | -- | -- | -- | -- | -- | -- | -- | -- | - |
| Klub / Fordulók  | AFC Ajax | GY | D  | GY | GY | GY | GY | GY | V  | GY | GY | D  | D  | GY | GY | GY | V  | GY | GY | GY | GY | GY | GY | GY | V  | GY | GY | GY | GY | GY | GY | GY | D  | GY | D |
| AZ Alkmaar       | V        | GY | GY | V  | V  | V  | GY | GY | GY | V  | GY | V  | D  | D  | GY | GY | GY | GY | GY | D  | GY | GY | GY | GY | GY | V  | D  | GY | V  | GY | D  | D  | D  | V  |   |
| SC Cambuur       | V        | V  | GY | GY | V  | GY | GY | V  | V  | V  | GY | GY | GY | GY | V  | GY | V  | D  | D  | D  | V  | V  | V  | GY | V  | V  | V  | V  | V  | V  | D  | D  | D  | GY |   |
| Feyenoord        | GY       | GY | V  | GY | GY | GY | GY | V  | D  | GY | GY | GY | GY | D  | GY | D  | V  | GY | V  | GY | GY | GY | GY | V  | D  | GY | V  | GY | GY | GY | GY | D  | GY | V  |   |
| Fortuna          | GY       | V  | D  | V  | V  | V  | D  | V  | GY | D  | V  | V  | V  | V  | V  | GY | D  | V  | V  | V  | GY | GY | GY | V  | V  | GY | V  | V  | D  | GY | V  | GY | V  | GY |   |
| Go Ahead Eagles  | V        | V  | GY | V  | GY | V  | V  | D  | GY | GY | GY | D  | V  | GY | V  | D  | V  | V  | V  | D  | V  | V  | D  | GY | D  | V  | GY | GY | GY | V  | V  | V  | V  | V  |   |
| Groningen        | GY       | D  | V  | D  | V  | V  | V  | D  | D  | GY | V  | D  | GY | GY | D  | D  | V  | V  | V  | GY | GY | V  | D  | GY | D  | GY | GY | V  | V  | V  | V  | V  | V  | V  |   |
| Heerenveen       | GY       | GY | V  | D  | GY | V  | V  | GY | V  | V  | V  | D  | GY | D  | GY | D  | GY | V  | V  | V  | V  | V  | V  | V  | D  | D  | GY | D  | GY | V  | D  | GY | V  | GY |   |
| Heracles         | V        | D  | V  | V  | GY | V  | GY | GY | V  | V  | D  | V  | GY | V  | V  | V  | GY | D  | D  | D  | V  | GY | V  | GY | V  | D  | V  | GY | V  | GY | D  | V  | V  | V  |   |
| NEC Nijmegen     | V        | GY | GY | D  | D  | V  | V  | GY | V  | GY | GY | D  | D  | V  | V  | V  | GY | GY | D  | V  | D  | GY | D  | V  | V  | V  | D  | GY | V  | V  | V  | GY | V  | V  |   |
| PEC Zwolle       | V        | V  | V  | V  | V  | D  | V  | V  | V  | GY | V  | V  | V  | D  | D  | V  | V  | V  | GY | GY | D  | GY | D  | V  | GY | V  | V  | V  | GY | GY | V  | D  | V  | V  |   |
| PSV              | GY       | GY | GY | GY | V  | GY | V  | GY | GY | V  | GY | GY | GY | D  | GY | GY | GY | GY | GY | V  | V  | GY | GY | GY | GY | GY | GY | D  | GY | GY | GY | D  | GY | GY |   |
| RKC Waalwijk     | GY       | V  | D  | V  | D  | V  | V  | D  | D  | GY | V  | D  | V  | D  | GY | V  | V  | D  | GY | GY | V  | V  | D  | V  | V  | D  | GY | D  | V  | V  | GY | D  | GY | GY |   |
| Sparta Rotterdam | V        | D  | V  | GY | D  | D  | V  | V  | D  | V  | V  | GY | V  | V  | V  | D  | D  | D  | D  | V  | V  | GY | V  | V  | GY | GY | D  | D  | V  | V  | D  | GY | GY | GY |   |
| Twente Enschede  | V        | D  | V  | GY | GY | GY | GY | D  | D  | V  | V  | GY | GY | D  | GY | GY | GY | D  | GY | GY | GY | V  | D  | GY | GY | GY | GY | D  | GY | GY | D  | V  | GY | GY |   |
| FC Utrecht       | GY       | D  | GY | V  | D  | GY | GY | GY | V  | GY | GY | V  | V  | GY | V  | D  | D  | D  | V  | GY | GY | V  | D  | D  | GY | V  | V  | D  | D  | V  | GY | D  | D  | V  |   |
| Vitesse          | GY       | V  | V  | GY | V  | GY | D  | GY | GY | V  | GY | GY | V  | D  | GY | GY | D  | GY | GY | V  | V  | V  | D  | GY | V  | D  | V  | V  | GY | V  | GY | V  | GY | D  |   |
| Willem II        | V        | GY | GY | D  | GY | GY | GY | V  | D  | D  | V  | V  | V  | V  | V  | V  | V  | V  | V  | V  | GY | V  | V  | V  | D  | V  | D  | V  | V  | GY | V  | GY | D  | GY |   |

## Gólok száma fordulónként
Ez a táblázat két dolgot mutat meg. Azt, hogy ebben szezonban a bajnokságban mennyi gól esett fordulónként és azt, hogy ezek alapján mennyi a mérkőzésenkénti gólátlag minden egyes fordulóban.
| FORDULÓK   | 1    | 2    | 3    | 4    | 5    | 6    | 7    | 8    | 9    | 10   | 11   | 12   | 13   | 14   | 15   | 16   | 17   | 18   | 19   | 20   | 21   | 22   | 23   | 24   | 25   | 26   | 27   | 28   | 29   | 30   | 31   | 32   | 33   | 34   | ÖSSZESEN |
| ---------- | ---- | ---- | ---- | ---- | ---- | ---- | ---- | ---- | ---- | ---- | ---- | ---- | ---- | ---- | ---- | ---- | ---- | ---- | ---- | ---- | ---- | ---- | ---- | ---- | ---- | ---- | ---- | ---- | ---- | ---- | ---- | ---- | ---- | ---- | -------- |
| ÖSSZES GÓL | 24   | 24   | 30   | 25   | 34   | 28   | 37   | 25   | 28   | 25   | 33   | 20   | 25   | 15   | 35   | 19   | 35   | 19   | 16   | 22   | 29   | 28   | 25   | 26   | 20   | 19   | 27   | 26   | 26   | 17   | 31   | 24   | 27   | 31   | 875      |
| GÓLÁTLAG   | 2,66 | 2,66 | 3,33 | 2,77 | 3,77 | 3,11 | 3,88 | 2,77 | 3,11 | 2,77 | 3,66 | 2,22 | 2,77 | 1,66 | 3,88 | 2,11 | 3,88 | 2,11 | 1,77 | 2,44 | 3,22 | 3,11 | 2,77 | 2,88 | 2,22 | 2,11 | 3,00 | 2,88 | 2,88 | 1,88 | 3,44 | 2,66 | 3,00 | 3,44 | 2,86     |

## Nézők száma mérkőzésenként
Íme az idei szezon összes alapszakaszbeli mérkőzésére kilátogató nézők száma.
A bajnokságot korlátozott nézőszámmal indították el. Szeptember 1-ig a stadionok kétharmadát lehetett megtölteni nézőkkel. 
|                  | AJA     | AZ      | CAM     | FEY     | FOR     | GAE     | GRO     | HEE     | HER     | NEC     | PEC     | PSV     | RKC     | SPA     | TWE     | UTR     | VIT     | WIL     | ÖSSZESEN  | ÁTLAG  |
| ---------------- | ------- | ------- | ------- | ------- | ------- | ------- | ------- | ------- | ------- | ------- | ------- | ------- | ------- | ------- | ------- | ------- | ------- | ------- | --------- | ------ |
| AFC Ajax         |         | zrt     | 36.711  | 54.709  | zrt     | 53.497  | 53.148  | 54.335  | 15.750  | 32.275  | 54.120  | 53.585  | 53.467  | 54.254  | 17.859  | 52.621  | 36.816  | zrt     | 623.147   | 36.656 |
| AZ Alkmaar       | 18.033  |         | zrt     | 16.241  | zrt     | 13.612  | zrt     | 17.198  | 13.616  | zrt     | 15.328  | 13.000  | 17.568  | zrt     | 15.349  | 17.037  | 17.406  | zrt     | 174.388   | 10.258 |
| SC Cambuur       | 9.822   | 10.000  |         | 10.000  | 9.780   | 6.682   | 7.000   | zrt     | 6.676   | 10.000  | 3.300   | 10.000  | 10.000  | zrt     | 6.672   | zrt     | zrt     | 10.000  | 109.932   | 6.467  |
| Feyenoord        | zrt     | 47.500  | 44.779  |         | zrt     | 34.384  | 45.395  | 32.775  | zrt     | 45.495  | zrt     | 47.500  | 47.183  | 17.039  | 47.500  | 47.500  | zrt     | 47.500  | 504.550   | 29.679 |
| Fortuna Sittard  | 8.333   | zrt     | 6.873   | 10.512  |         | 9.512   | zrt     | 4.200   | 10.067  | 7.011   | 8.279   | 9.527   | 6.470   | 10.032  | 6.300   | zrt     | 10.883  | 5.812   | 113.811   | 6.695  |
| Go Ahead Eagles  | 9.200   | 3.746   | 9.631   | 9.802   | 8.807   |         | zrt     | 6.650   | 9.701   | zrt     | 6.600   | 6.650   | zrt     | 6.650   | zrt     | 9.924   | 9.814   | 9.821   | 106.996   | 6.294  |
| FC Groningen     | 22.525  | 11.300  | 21.286  | zrt     | 7.200   | 6.900   |         | 15.000  | 20.471  | 20.600  | zrt     | zrt     | 20.313  | 20.400  | 16.250  | 14.800  | 14.963  | 17.977  | 229.985   | 13.529 |
| SC Heerenveen    | 25.133  | 16.000  | 25.100  | zrt     | 16.400  | 23.200  | 22.500  |         | 17.980  | 8.321   | zrt     | zrt     | 13.600  | zrt     | 18.500  | 19.200  | 17.187  | zrt     | 223.121   | 13.125 |
| Heracles Almelo  | 12.080  | 8.053   | zrt     | 7.461   | zrt     | zrt     | zrt     | zrt     |         | 8.053   | 6.788   | 8.053   | 10.035  | 7.954   | 7.845   | 4.058   | 7.035   | 9.251   | 96.666    | 5.686  |
| NEC Nijmegen     | 12.390  | 12.000  | zrt     | zrt     | 12.390  | 12.390  | zrt     | zrt     | zrt     |         | 8.500   | zrt     | 11.802  | 12.000  | 12.390  | 8.333   | 12.500  | 8.333   | 123.028   | 7.237  |
| PEC Zwolle       | 9.000   | 12.876  | 13.098  | 14.000  | zrt     | 14.000  | 13.620  | 13.655  | 13.026  | 4.500   |         | 14.000  | zrt     | 9.000   | zrt     | 14.000  | 9.000   | zrt     | 153.775   | 9.046  |
| PSV Eindhoven    | zrt     | 12.000  | 23.500  | 24.356  | 33.491  | zrt     | 23.447  | 28.000  | 33.247  | 34.274  | 30.500  |         | 33.000  | 30.500  | 32.500  | zrt     | zrt     | 33.100  | 371.915   | 21.877 |
| RKC Waalwijk     | zrt     | 3.860   | 4.754   | 2.126   | zrt     | 6.018   | 6.348   | 4.203   | 6.126   | zrt     | 5.236   | zrt     |         | 5.304   | 5.364   | 6.389   | 4.989   | 5.975   | 66.692    | 3.923  |
| Sparta Rotterdam | zrt     | 10.010  | 8.645   | 10.599  | 6.623   | 10.011  | 9.038   | 10.210  | 6.725   | 7.041   | 10.606  | 10.020  | zrt     |         | zrt     | zrt     | zrt     | 3.500   | 103.028   | 6.060  |
| FC Twente        | 20.000  | 20.000  | 26.800  | zrt     | 29.500  | 26.100  | 29.100  | zrt     | 30.000  | 26.000  | 28.000  | 30.000  | zrt     | 29.100  |         | 20.000  | zrt     | 27.000  | 341.600   | 20.094 |
| FC Utrecht       | zrt     | 20.085  | 8.000   | 16.000  | 21.216  | zrt     | 21.221  | 21.875  | zrt     | 20.665  | 19.451  | 22.269  | 16.000  | 16.000  | zrt     |         | 16.886  | 20.469  | 240.137   | 14.126 |
| Vitesse Arnhem   | 18.920  | zrt     | 14.970  | 14.238  | 11.631  | 12.783  | zrt     | 14.710  | zrt     | 13.877  | zrt     | 9.177   | 13.625  | 9.771   | 13.808  | 15.867  |         | 10.157  | 173.534   | 10.208 |
| Willem Tilburg   | 14.412  | 13.064  | zrt     | 9.700   | 14.057  | zrt     | 9.463   | 13.082  | 14.408  | zrt     | 9.352   | 14.397  | 4.686   | 13.028  | zrt     | 14.000  | 14.500  |         | 158.149   | 9.303  |
| ÖSSZESEN         | 179.848 | 200.494 | 244.147 | 199.744 | 171.095 | 229.089 | 240.280 | 235.893 | 197.793 | 238.112 | 206.060 | 248.178 | 257.749 | 241.032 | 200.337 | 243.729 | 171.979 | 208.895 | 3.914.454 | 12.792 |

### A szezon 3 legnézettebb mérkőzése
Ebben a táblázatban azt lehet megnézni, hogy az idei szezonban melyik 3 mérkőzésen volt a legtöbb néző.
| No. | Mérkőzés             | Végeredmény | Dátum             | Nézők száma |
| --- | -------------------- | ----------- | ----------------- | ----------- |
| 01. | Ajax – Feyenoord     | 3ː2         | 2022. március 20. | 54.709      |
| 02. | Ajax – SC Heerenveen | 5ː0         | 2022. május 11.   | 54.335      |
| 03. | Ajax – Sparta        | 2ː1         | 2022. április 9.  | 54.254      |

## Play off

### Konferencia Liga
Mivel a Holland-kupa idei szezonját a PSV Eindhoven csapata nyerte, a másik kupadöntős AFC Ajax pedig a bajnoki címet, így a következő szezonban mindketten a Bajnokok Ligájában indulnak. Így a kupagyőzelemért járó Európa Ligában való indulás joga a harmadik helyezett Feyenoord csapatáé lett. De mivel ők az idei Konferencia Ligában a döntőbe jutottak és így kiharcolták az EL-ben való részvételt, így a negyedik helyezett FC Twente csapatáé lett ez a jog. Ezért a Konferencia Liga-rájátszásban az eredetileg a 4.-7. helyezett csapatok helyett a tabellán az 5.-8. helyen végzett csapatok szerepeltek. Az idei rájátszás ismét oda-visszavágós rendszerben lett megrendezve 

#### Elődöntő
Mindkét elődöntőben az esélyesebb csapatok nyertek. 
| 1. csapat          | Össz. eredmény | 2. csapat         | 1. mérkőzés | 2. mérkőzés |
| ------------------ | -------------- | ----------------- | ----------- | ----------- |
| AZ Alkmaar (5)     | 4 – 3          | SC Heerenveen (8) | 2-3         | 2-0         |
| Vitesse Arnhem (6) | 4 – 3          | FC Utrecht (7)    | 1-3         | 3-0         |

#### Döntő
A döntőt, az első mérkőzésen vereséget szenvedő AZ Alkmaar csapata nyerte meg, így bejutottak a Konferencia Liga mezőnyébe, ahol a 2. selejtezőkörben fognak kezdeni. 
| 1. csapat      | Össz. eredmény | 2. csapat          | 1. mérkőzés | 2. mérkőzés |
| -------------- | -------------- | ------------------ | ----------- | ----------- |
| AZ Alkmaar (5) | 7 – 3          | Vitesse Arnhem (6) | 1-2         | 6-1         |

### Osztályozók
Az idei szezon után az osztályozón az Eredivisie 16. helyén végzett Heracles Almelo együttese és a másodosztálybeli 3.-9. helyezettek (mivel a 7. helyezett Jong Ajax csapatának nincs joga feljutni) küzdöttek meg a feljutásért illetve bentmaradásért.

#### Első forduló
Az első fordulóban a másodosztálybeli csapatok vettek részt. Minden csapatnál a zárójelben a bajnokságban elért helyezést láthatjuk.
| 1. csapat         | Össz. eredmény | 2. csapat         | 1. mérkőzés | 2. mérkőzés |
| ----------------- | -------------- | ----------------- | ----------- | ----------- |
| Roda Kerkrade (5) | 2 – 4          | Excelsior (6)     | 2-2         | 0-2         |
| FC Eindhoven (3)  | 4 – 2          | De Graafschap (9) | 1-1         | 3-1         |
| ADO Den Haag (4)  | 4 – 2          | NAC Breda (8)     | 2-1         | 2-1         |

#### Elődöntő
Az elődöntőben a három továbbjutó és az Eredivisie-ben 16. helyezést elérő Heracles Almelo csapata játszott, akik simán kikaptak és így kiestek.
| 1. csapat        | Össz. eredmény | 2. csapat            | 1. mérkőzés | 2. mérkőzés |
| ---------------- | -------------- | -------------------- | ----------- | ----------- |
| Excelsior (6)    | 6 – 1          | Heracles Almelo (16) | 3-0         | 3-1         |
| FC Eindhoven (3) | 2 – 4          | ADO Den Haag (4)     | 1-2         | 1-2         |

#### Döntő
Az idei döntőt az Excelsior csapata nyerte meg egy nagyon szoros csatában és így 3 év után ismét az Eredivisie-ben szerepelhetnek jövőre.
| 1. csapat     | Össz. eredmény | 2. csapat        | 1. mérkőzés | 2. mérkőzés           |
| ------------- | -------------- | ---------------- | ----------- | --------------------- |
| Excelsior (6) | 5 – 5          | ADO Den Haag (4) | 1-1         | 4-4 (büntetőkkel 8-7) |

## Az európai kupákban induló csapatok eredményei
Ebben a táblázatban azon holland csapatok szerepelnek akik az idei szezonban a 3 európai kupa valamelyikében – vagy mindkettőben – képviselték hazájukat és azt, hogy milyen eredményt értek benne el. A csapatnév melletti zárójelben pedig az előző szezonban elért eredmény látható ami által a kupákban indulhattak.
A zöld színnel írt eredmény csupán a selejtezőt jelöli.
| No. | Csapat                   | BL 2021/22   | EL 2021/22 | KL 2021/22   |
| --- | ------------------------ | ------------ | ---------- | ------------ |
| 01. | AFC Ajax (1. hely)       | Nyolcaddöntő | -          | -            |
| 02. | PSV Eindhoven (2. hely)  | Rájátszás    | Csoportkör | Negyeddöntő  |
| 03. | AZ Alkmaar (3. hely)     | -            | Rájátszás  | Nyolcaddöntő |
| 04. | Vitesse Arnhem (4. hely) | -            | -          | Nyolcaddöntő |
| 05. | Feyenoord (Play off)     | -            | -          | Ezüstérem    |

## Egyéni díjazottak

### A szezon alapján
- ÉV JÁTÉKOSAː  Jurriën Timber (AFC Ajax)
- RINUS MICHELS – DÍJ (Év Edzője):  Arne Slot (Feyenoord)
- JOHAN CRUIJFF – DÍJ (Év Tehetsége):  Jurriën Timber (AFC Ajax)

### A hónap legjobb játékosai és tehetségei
| Hónap      | Hónap Játékosa  | Hónap Játékosa  | Hónap Tehetsége      | Hónap Tehetsége |
| Hónap      | Játékos         | Csapat          | Játékos              | Csapat          |
| ---------- | --------------- | --------------- | -------------------- | --------------- |
| Augusztus  | Bruma           | PSV Eindhoven   | Ali Akman            | NEC Nijmegen    |
| Szeptember | Guus Til        | Feyenoord       | Jurriën Timber       | AFC Ajax        |
| Október    | Luuk Brouwers   | Go Ahead Eagles | Elayis Tavşan        | N.E.C.          |
| November   | Ibrahim Sangaré | PSV Eindhoven   | Jurriën Timber       | AFC Ajax        |
| December   | Jesper Karlsson | AZ Alkmaar      | Antony               | AFC Ajax        |
| Január     | Orkun Kökçü     | Feyenoord       | Szugavara Jukinari   | AZ Alkmaar      |
| Február    | Orkun Kökçü     | Feyenoord       | Daishawn Redan       | PEC Zwolle      |
| Március    | Eran Zahavi     | PSV Eindhoven   | Ryan Gravenberch     | AFC Ajax        |
| Április    | Davy Klaassen   | AFC Ajax        | Sydney van Hooijdonk | SC Heerenveen   |
| Május      | Loïs Openda     | Vitesse Arnhem  | Brian Brobbey        | AFC Ajax        |

## Játékosstatisztika

### Góllövőlista
Íme az idei szezon alapszakaszának legeredményesebb játékosai:
Az idei szezonban 3 szezon után ismét egy Ajax-játékos lett a gólkirály. Az elefántcsontparti támadó, Sébastien Haller 21 alkalommal talált be és így ő lett a bajnokság legeredményesebb támadója. Az Eredivisie történetében ilyen kevés góllal még senki sem lett gólkirály. 
| No. | JÁTÉKOS NEVE          | CSAPAT          | GÓLOK | MÉRKŐZÉSEK | GÓLÁTLAG |
| --- | --------------------- | --------------- | ----- | ---------- | -------- |
| 01. | Anastasios Douvikas   | Utrecht         | 20    | 31         | 0,68     |
| 02. | Xavi Simons           | PSV Eindhoven   | 19    | 33         | 0,55     |
| 03. | Ricky van Wolfswinkel | FC Twente       | 16    | 32         | 0,50     |
| -   | Vangelis Pavlidis     | AZ Alkmaar      | 16    | 33         | 0,48     |
| 05. | Guus Til              | Feyenoord       | 15    | 32         | 0,47     |
| -   | Jesper Karlsson       | AZ Alkmaar      | 15    | 34         | 0,44     |
| 07. | Jørgen Strand Larsen  | FC Groningen    | 14    | 32         | 0,44     |
| 08. | Bryan Linssen         | Feyenoord       | 13    | 34         | 0,38     |
| -   | Dušan Tadić           | AFC Ajax        | 13    | 34         | 0,38     |
| 10. | Cody Gakpo            | PSV Eindhoven   | 12    | 27         | 0,44     |
| -   | Zian Flemming         | Fortuna Sittard | 12    | 30         | 0,40     |
| -   | Luis Sinisterra       | Feyenoord       | 12    | 30         | 0,40     |

### Egy mérkőzésen legtöbb gólt szerző játékosok
A következő táblázatban a bajnokság azon játékosai szerepelnek akik az idei szezonban a legtöbb gólt – legkevesebb 3-at – szerezték egy mérkőzésen.
Az egész szezonban nagy meglepetésre csupán 2 játékosnak sikerült legalább 3 gólt lőnie egy mérkőzésen. 
| #  | Játékos          | Csapat     | Gólok | Dátum             | Forduló | Végeredmény                |
| -- | ---------------- | ---------- | ----- | ----------------- | ------- | -------------------------- |
| 1. | Bart Ramselaar   | FC Utrecht | 3     | 2021. október 31. | 11.     | FC Utrecht – Willem II 5ː1 |
| -  | Sébastien Haller | AFC Ajax   | 3     | 2022. február 13. | 22.     | Ajax – FC Twente 5ː0       |

### Legtöbb gólpassz
Íme az idei szezon legtöbb gólpaaszát adó játékosok listája:
Ahogyan az előző két szezonban, úgy idén is az AFC Ajax szerb támadója, Dušan Tadić adta a legtöbb gólpasszt a bajnokságban, összesen 19 alkalommal adott gólpasszt 34 mérkőzés alatt. 
| No. | JÁTÉKOS NEVE          | CSAPAT                       | GÓLPASSZOK | MÉRKŐZÉSEK | ÁTLAG |
| --- | --------------------- | ---------------------------- | ---------- | ---------- | ----- |
| 01. | Dušan Tadić           | AFC Ajax                     | 19         | 34         | 0,56  |
| 02. | Cody Gakpo            | PSV Eindhoven                | 13         | 27         | 0,48  |
| -   | Jesper Karlsson       | AZ Alkmaar                   | 13         | 34         | 0,38  |
| 04. | Steven Berghuis       | AFC Ajax                     | 11         | 33         | 0,33  |
| -   | Joey Veerman          | PSV Eindhoven, SC Heerenveen | 11         | 33         | 0,33  |
| 06. | Owen Wijndal          | AZ Alkmaar                   | 10         | 31         | 0,32  |
| 07. | Orkun Kökçü           | Feyenoord                    | 9          | 32         | 0,28  |
| 08. | Issa Kallon           | SC Cambuur                   | 8          | 32         | 0,25  |
| -   | Ricky van Wolfswinkel | FC Twente                    | 8          | 32         | 0,25  |
| -   | Bryan Linssen         | Feyenoord                    | 8          | 34         | 0,24  |

### Kanadai ponttáblázat
Íme az idei szezon alapszakaszának kanadai ponttáblázata. A játékosok által összeszedett pontok az általuk lőtt gólok és gólpasszok összegéből jön ki:
Már egymás után a negyedik szezonban ugyanaz a játékos szerzi a legtöbb pontot a bajnokságban, az AFC Ajax támadója, Dušan Tadić. Ebben a szezonban összesen 32 pontot szerzett. Főleg annak a köszönhetően nyert idén is ő, mert nagyon sok gólpasszt adott csapattársainak. Idén saját csapattársát, a bajnokság gólkirályát, Sébastien Hallert előzte meg a versenyben.
Az azonos pontszámmal rendelkező játékosoknál a több gólt szerző játékos áll előrébb.
| No. | JÁTÉKOS NEVE          | CSAPAT         | GÓLOK | GÓLPASSZOK | PONTSZÁM |
| --- | --------------------- | -------------- | ----- | ---------- | -------- |
| 01. | Dušan Tadić           | AFC Ajax       | 13    | 19         | 32       |
| 02. | Sébastien Haller      | AFC Ajax       | 21    | 7          | 28       |
| 03. | Jesper Karlsson       | AZ Alkmaar     | 15    | 12         | 27       |
| 04. | Cody Gakpo            | PSV Eindhoven  | 12    | 13         | 25       |
| 05. | Ricky van Wolfswinkel | FC Twente      | 16    | 8          | 24       |
| 06. | Vangelis Pavlidis     | AZ Alkmaar     | 16    | 5          | 21       |
| 07. | Bryan Linssen         | Feyenoord      | 13    | 8          | 21       |
| 08. | Loïs Openda           | Vitesse Arnhem | 18    | 2          | 20       |
| 09. | Luis Sinisterra       | Feyenoord      | 12    | 7          | 19       |
| 10. | Steven Berghuis       | AFC Ajax       | 8     | 11         | 19       |

### Kapusok
Az alábbi táblázatban megtalálható, hogy az idei alapszakaszban melyik kapusnak volt a legtöbb "tiszta védése". Pontosabban, hogy melyik kapusnak volt a legtöbb mérkőzése amin nem kapott gólt
Akárcsak tavaly, idén is a holland Remko Pasveer nyerte ezt a versenyt a kapusok között de most nem kellett senkivel sem osztoznia az első helyen. Az idei szezonban már az AFC Ajax kapusaként. Nagy arányban nyert idén, összesen 20 mérkőzésen védte az Ajax kapuját és ebből 17 alkalommal nem kapott gólt. A tavaszi szezon első felében megsérült (eltört az ujja), így a bajnokság további mérkőzésein már nem állhatott kapuba.  
A második helyen az FC Twente német kapusa, Lars Unnerstall végzett. Neki 12 olyan mérkőzése volt melyeken nem kapott gólt.  
Azoknál a kapusoknál akiknek ugyanannyi kapott gól nélküli mérkőzésük volt, a táblázatban való helyezését az átlag dönti el.
| No. | KAPUS NEVE           | CSAPAT           | "TISZTA VÉDÉS" | MÉRKŐZÉSEK | ARÁNY |
| --- | -------------------- | ---------------- | -------------- | ---------- | ----- |
| 01. | Remko Pasveer        | AFC Ajax         | 17             | 20         | 85%   |
| 02. | Lars Unnerstall      | FC Twente        | 12             | 32         | 37,5% |
| 03. | Mattijs Branderhorst | NEC Nijmegen     | 10             | 33         | 30,3% |
| 04. | Justin Bijlow        | Feyenoord        | 9              | 22         | 40,9% |
| 05. | Yanick van Osch      | Fortuna Sittard  | 8              | 32         | 25%   |
| 06. | Markus Schubert      | Vitesse Arnhem   | 7              | 21         | 33,3% |
| 07. | Joël Drommel         | PSV Eindhoven    | 7              | 25         | 28%   |
| 08. | Maduka Okoye         | Sparta Rotterdam | 7              | 30         | 23,3% |
| 09. | Timon Wellenreuther  | Willem II        | 6              | 31         | 19,4% |
| 10. | Kostas Lamprou       | PEC Zwolle       | 6              | 34         | 17,6% |

### Lapok
A következő táblázatban azon játékosok szerepelnek akik az idei szezonban a legtöbb sárga és legtöbb piros lapot kapták a bajnokság alapszakaszában.
| SÁRGA LAPOK       | SÁRGA LAPOK         | SÁRGA LAPOK       | SÁRGA LAPOK |
| No.               | Játékos neve        | Csapat            | Lapok száma |
| ----------------- | ------------------- | ----------------- | ----------- |
| 1.                | Adam Maher          | FC Utrecht        | 10          |
| -                 | Mark van der Maarel | FC Utrecht        | 10          |
| -                 | Matúš Bero          | Vitesse Arnhem    | 10          |
| 4.                | Giacomo Quaglita    | Heracles Almelo   | 9           |
| -                 | Riechedly Bazoer    | Vitesse Arnhem    | 9           |
| -                 | Tomáš Suslov        | FC Groningen      | 9           |
| 7.                | Maximilian Wittek   | Vitesse Arnhem    | 8           |
| -                 | Michiel Kramer      | RKC Waalwijk      | 8           |
| -                 | Noah Fadiga         | Heracles Almelo   | 8           |
| -                 | Ramiz Zerrouki      | FC Twente         | 8           |
| 8 játékos         | 8 játékos           | 8 játékos         | 7           |
| 15 játékos        | 15 játékos          | 15 játékos        | 6           |
| 24 játékos        | 24 játékos          | 24 játékos        | 5           |
| 40 játékos        | 40 játékos          | 40 játékos        | 4           |
| 38 játékos        | 38 játékos          | 38 játékos        | 3           |
| 48 játékos        | 48 játékos          | 48 játékos        | 2           |
| 62 játékos        | 62 játékos          | 62 játékos        | 1           |
| SÁRGA LAPOK SZÁMA | SÁRGA LAPOK SZÁMA   | SÁRGA LAPOK SZÁMA | 787         |

| PIROS LAPOK       | PIROS LAPOK       | PIROS LAPOK       | PIROS LAPOK |
| No.               | Játékos neve      | Csapat            | Lapok száma |
| ----------------- | ----------------- | ----------------- | ----------- |
| 1.                | Joris Kramer      | Go Ahead Eagles   | 2           |
| -                 | Mike te Wierik    | FC Groningen      | 2           |
| 29 játékos        | 29 játékos        | 29 játékos        | 1           |
| PIROS LAPOK SZÁMA | PIROS LAPOK SZÁMA | PIROS LAPOK SZÁMA | 33          |

## Legdrágább távozó és érkező játékosok
Íme az Eredivisie legdrágábban érkező és távozó játékosai az idei szezonban. Az összegek bónuszmentesek.
| LEIGAZOLT JÁTÉKOSOK | LEIGAZOLT JÁTÉKOSOK | LEIGAZOLT JÁTÉKOSOK | LEIGAZOLT JÁTÉKOSOK | LEIGAZOLT JÁTÉKOSOK  | LEIGAZOLT JÁTÉKOSOK |
| No.                 | Játékos neve        | Pozíció             | Jelenlegi csapat    | Előző csapat         | Összeg (€)          |
| ------------------- | ------------------- | ------------------- | ------------------- | -------------------- | ------------------- |
| 01.                 | Mohamed Daramy      | támadó              | AFC Ajax            | FC København         | 12.000.000          |
| 02.                 | Joey Veerman        | középpályás         | PSV Eindhoven       | SC Heerenveen        | 6.000.000           |
| 03.                 | Steven Berghuis     | támadó              | AFC Ajax            | Feyenoord            | 5.500.000           |
| 04.                 | Joël Drommel        | kapus               | PSV Eindhoven       | FC Twente            | 3.500.000           |
| 05.                 | Patrik Wålemark     | támadó              | Feyenoord           | BK Häcken            | 3.250.000           |
| 06.                 | Vangelis Pavlidis   | támadó              | AZ Alkmaar          | Willem II            | 2.500.000           |
| -                   | André Ramalho       | hátvéd              | PSV Eindhoven       | FC Red Bull Salzburg | 2.500.000           |
| 08.                 | Amin Sarr           | középpályás         | SC Heerenveen       | Malmö FF             | 2.300.000           |
| 09.                 | Paulos Abraham      | támadó              | FC Groningen        | AIK Fotboll          | 2.000.000           |
| -                   | Milos Kerkez        | támadó              | AZ Alkmaar          | AC Milan             | 2.000.000           |

| ELIGAZOLT JÁTÉKOSOK | ELIGAZOLT JÁTÉKOSOK | ELIGAZOLT JÁTÉKOSOK | ELIGAZOLT JÁTÉKOSOK | ELIGAZOLT JÁTÉKOSOK | ELIGAZOLT JÁTÉKOSOK |
| No.                 | Játékos neve        | Pozíció             | Előző csapat        | Jelenlegi csapat    | Összeg (€)          |
| ------------------- | ------------------- | ------------------- | ------------------- | ------------------- | ------------------- |
| 01.                 | Donyell Malen       | támadó              | PSV Eindhoven       | Borussia Dortmund   | 30.000.000          |
| 02.                 | Myron Boadu         | támadó              | AZ Alkmaar          | AS Monaco           | 17.000.000          |
| 03.                 | Calvin Stengs       | támadó              | AZ Alkmaar          | OGC Nice            | 15.000.000          |
| 04.                 | Denzel Dumfries     | hátvéd              | PSV Eindhoven       | Internazioneale     | 12.500.000          |
| 05.                 | Teun Koopmeiners    | középpályás         | AZ Alkmaar          | Atalanta BC         | 12.000.000          |
| -                   | David Neres         | támadó              | AFC Ajax            | Sahtar Doneck       | 12.000.000          |
| 07.                 | Lassina Traoré      | támadó              | AFC Ajax            | Sahtar Doneck       | 10.000.000          |
| 08.                 | Maduka Okoye        | kapus               | Sparta Rotterdam    | Watford FC          | 7.000.000           |
| 09.                 | Pablo Rosario       | középpályás         | PSV Eindhoven       | OGC Nice            | 6.000.000           |
| -                   | Gyrano Kerk         | támadó              | FC Utrecht          | Lokomotiv Moskva    | 6.000.000           |
| -                   | Gabriel Gudmundsson | támadó              | FC Groningen        | Lille OSC           | 6.000.000           |
| -                   | Joey Veerman        | középpályás         | SC Heerenveen       | PSV Eindhoven       | 6.000.000           |
| 13.                 | Steven Berghuis     | támadó              | Feyenoord           | AFC Ajax            | 5.500.000           |
| -                   | Mohamed Ihattaren   | támadó              | PSV Eindhoven       | Juventus            | 5.500.000           |
| 15.                 | Kjell Scherpen      | kapus               | AFC Ajax            | Brighton            | 5.000.000           |
| -                   | Marco Bizot         | kapus               | AZ Alkmaar          | Stade Brest         | 5.000.000           |

## Érdekességek és jubileumok
- A bajnokság első 4 fordulójában a PEC Zwolle csapata nem szerzett gólt. Utoljára 18 éve, a 2003/04-es szezonban fordult elő, hogy egy csapat az első négy fordulóban ne szerezzen gólt. Utoljára is a PEC Zwolle csapata volt gólképtelen.
- A 12. fordulóban az AZ Alkmaar elleni mérkőzésen a Feyenoord nigériai támadója, Cyriel Dessers csereként megszerezte a 4. gólját az idei szezonban. Így 2000 után ő a Feyenoord első játékosa aki egy szezonban legalább 4 gólt tudott szerezni csereként. Mind a 4 gólját a 92. percben szerezte. Ez csapaton belül utoljára az orosz Igor Vlagyimirovics Kornyejevnek sikerült az 1998/99-es szezonban.[23]
- A 13. fordulóban a Vitesse csapata ellen a sok sérülés miatt tartalékosan lépett pályára a PSV Eindhoven, csupán a kapus Joël Drommel volt holland a kezdőcsapatban. Ennek köszönhetően a PSV Eindhoven történetében először volt csupán 1 holland játékos a kezdőcsapatban tétmérkőzésen.
- Januárban a Sparta Rotterdam eladta kapusát, a nigériai Maduka Okoyet az angol Watford FC csapatának, olyan feltétellel, hogy a szezon végéig még kölcsönben náluk játszik. Összesen 7 millió euróért adták el, így ő lett a Sparta Rotterdam csapatának minden idők legdrágább játékosa.
- Az Elefántcsontparti Wilfried Bony után a belga Loïs Openda lett a Vitesse csapatának második játékosa ebben a században aki egy szezonban kétszer is gólt szerzett 2 egymást követő fordulóban. Openda idén a 10. és 11., valamint a 15. és 16. fordulókban is betalált.
- A Vitesse belga támadója, Loïs Openda lett a Vitesse történetének első játékosa aki egy szezonon belül 3 gólt tudott szerezni a Feyenoord ellen.
- A 21. fordulóban megszakadt a PSV Eindhoven egyik sorozata. A forduló napjáig egymás után 138 olyan bajnoki mérkőzésen nem kaptak ki melyeken ők szerezték az első gólt. Ebben a fordulóban az AZ Alkmaar ellen is vezetést szereztek, viszont a vendégek fordítani tudtak és legyőzték a PSV-t.
- Idén mind az 5 holland csapat bejutott valamelyik európai kupasorozat (Bajnokok Ligája, Európa Liga, Konferencia Liga) főtáblájára. Utoljára a 2008/09-es szezonban fordult elő utoljára, hogy az Eredivisiet képviselő összes csapat főtáblás volt. Viszont idén mindegyik holland csapat tovább is jutott és tavasszal is folytatják, ilyen még sosem fordult elő.
- EREDIVISIE REKORD ǃǃǃ Az idei bajnoki szezonban a PSV Eindhoven csapatában 22 különböző játékos szerzett gólt. Ennyi játékos még sosem tudott gólt lőni egy csapatban, így ezzel rekordot döntöttek.

### Elmaradt mérkőzések
- A bajnokság 2. fordulójában augusztus 22-én, vasárnap elhalasztották az AZ Alkmaar – Fortuna Sittard mérkőzést, mivel a másik héten az AZ Alkmaar csapata EL-selejtezőt játszott. December 1-jén játszották le a mérkőzést.
- A bajnokság 4. fordulójában szeptember 12-én, vasárnap elhalasztották a Feyenoord – Heracles mérkőzést, mivel a két nappal később a Feyenoord csapata KL-mérkőzést játszott. December 1-jén játszották le a mérkőzést.